# Drina mariae
Drina mariae är en fjärilsart som beskrevs av John Nevill Eliot 1969. Drina mariae ingår i släktet Drina och familjen juvelvingar. Inga underarter finns listade i Catalogue of Life.